# Thermometerschutzrohr
Thermometerschutzrohre oder Tauchhülsen sind wichtige Komponenten von Temperaturmessstellen. Sie dichten einen Prozess zur Umgebung hin ab und halten aggressive Medien sowie hohe Drücke und Fließgeschwindigkeiten vom eigentlichen Temperaturfühler fern. Erst dadurch ermöglichen sie eine Temperaturmessung in hochbelasteten Prozessen oder in aggressiven oder toxischen Medien.

## Unterscheidungskriterien
Da die Vielzahl der Einsatzmöglichkeiten für Schutzrohre nahezu unbegrenzt ist, gibt es unterschiedliche Arten, wie Schutzrohre aufgebaut sein können oder aus welchen Werkstoffen sie hergestellt werden. Die Art und Weise, wie Schutzrohre mit dem Prozess verbunden werden, ist ein konstruktives Unterscheidungskriterium. Sie können entweder eingeschraubt, eingeschweißt oder mittels Flansch montiert werden. Weiterhin unterscheidet man zwischen mehrteiligen und einteiligen Schutzrohren. 
Mehrteilige Schutzrohre werden ausgehend von einem Rohr aufgebaut, das an der Spitze mittels eines angeschweißten Bodenstückes verschlossen wird. Als Anschluss zum Prozess kommt ein Einschraubzapfen, ein Einschweißstück oder ein Flansch zur Anwendung. 
Einteilige Schutzrohre werden aus einem massiven Rund- oder Sechskant-Stangenmaterial hergestellt. Nach dem Einbringen der Innenbohrung mittels Tieflochbohrtechnik als ersten Arbeitsschritt wird die Außenkontur des Schutzrohres und das Anschlussgewinde für das Thermometer gefertigt. Bei Flanschschutzrohren wird dieser nun mit dem Schutzrohr verbunden. Jede dieser Varianten hat hinsichtlich konstruktivem Aufbau oder Befestigung ihre eigenen Vor- und Nachteile bezüglich Belastungsgrenzen oder verwendbaren Sonderwerkstoffen.
Schutzrohrberechnungen werden meist nach ASME PTC 19.3 TW-2016 durchgeführt. Hierfür ist die Angabe der Fließgeschwindigkeit in m/s, die Dichte in kg/m³, die Prozess-Temperatur in °C sowie der Prozessdruck in bar erforderlich. Die nötigen Schutzrohrdimensionen sind Einbaulänge, Wurzel/Spitzendurchmesser, Bohrungsdurchmesser sowie der Werkstoff.
Die statischen Resultate der WFC (Wake-Frequency-Calculation) nach ASME PTC 19.3 TW-2016 sind maximaler Druck sowie Einbaulänge. Als dynamische Ergebnisse werden die Eigenfrequenz fn sowie die Erregerfrequenz fw berechnet. Das Frequenzverhältnis fw/fn sollte 0,8 nicht überschreiten (20 % Sicherheit zum Resonanzfall fw/fn=1).

## Normung
- DIN 43772: Metall-Schutzrohre und Halsrohre für Maschinen-Glasthermometer, Zeigerthermometer, Thermoelemente und Widerstandsthermometer – Maße, Werkstoffe, Prüfung
- DIN 43763: Messen, Steuern, Regeln; Elektrische Temperaturaufnehmer; Metall-Schutzrohre für Thermometer mit Meßeinsatz (ersetzt durch DIN 43772)
- DIN 16179: Einschraubstutzen und Schutzrohre für Maschinen-Glasthermometer (ersetzt durch DIN 43772)
- ASME PTC 19.3 TW-2016: Thermowells – Performance Test Codes